# Amiel (Jeans)
Elizabeth Amiel Tena Hernández, (Ciudad de México, 12 de septiembre de 1983) es una cantante y exintegrante del Grupo Jeans, del cual formó parte del 2002 al 2005.

## Biografía
Comenzó su carrera artística como bailarina profesional de artistas como Lynda, Iran Castillo y en telenovelas de TV Azteca: “Subete a mi moto" y "Como en el cine", entre otros.

### Con Jeans
Integrante del grupo JEANS del 2002 a finales del 2005. grabó 2 discos con JEANS “Cuarto para las cuatro” versión grupero bajo la producción de Pedro Iñiguez (2002, BMG LATIN) y “AMMORE” con producción de Loris Ceroni (2004, Univision Music). En 2016 se unió al reencuentro de JEANS para celebrar los 20 años del grupo en el Auditorio Nacional.

#### Amiel después de Jeans
Al salir del grupo en 2006, incursionó un poco en la actuación, trabajando en Teatro. En la obra "Mejor a tiempo", trabajó al lado de Gabriela Goldsmith (Televisa), Gaby Ruffo (Televisa), Alejandro Ruiz (Televisa), Armando Hernández (Cine, "Fuera del cielo"), Luis Fernando Peña (Cine, "Amar te duele") y Daniela Torres (TV Azteca y "Amarte Duele").
Ha participado en los programas de TV "El Club de las baquetonas” y “Para Todos” como cantante de la banda anfitriona. Colaboración en eventos y conciertos masivos de radio y televisión para la promoción de artistas como: Ricardo Montaner, Yuri, Mijares, Emmanuel, Alejandro Sanz, Jen Carlos Canela, Thalía, Diego Boneta, Prince Royce, Luis Enrique, entre otros. 
Conductora de previos de “Ruta Teletón” México, en CRIT Pachuca y CRIT Cd. Neza, Expo “Lo Mejor de tus XV”, “Bolo Fest” de Liverpool y activaciones de “Fanta”. Menciones publicitarias en televisión: Naturella, FUCAM, Pantene, Kotex, Salvo, Pert y Zest. Además de Jingles para el “Panda Show” y más colaboraciones. 
En junio del 2020 hizo el lanzamiento de su 1.er tema inédito “Siempre Estoy Pensando En Ti”.
En julio de 2020, lanzó un vlog llamado “PlaticAmi” que comparte hasta el día de hoy en su canal de YouTube.
Actualmente se encuentra presentando y promocionando su 1.er EP con las canciones: Pa´Que Me Llamas, My Prerogative y Hielo y Fuego, bajo la producción de Cristopher Amieva.

## Vida privada
En octubre de 2010 se casó con el músico y productor musical Cristopher Amieva. 